# Ligne Nishitetsu Kaizuka
La ligne Nishitetsu Kaizuka (西鉄貝塚線, Nishitetsu Kaizuka-sen) est une ligne ferroviaire située dans la préfecture de Fukuoka au Japon. Elle relie la gare de Kaizuka à Fukuoka à la gare de Nishitetsu Shingū à Shingū. La ligne est exploitée par la compagnie Nishitetsu.

## Histoire
La ligne est ouverte le 23 mai 1924 entre Shin-Hakata et Wajiro, et prolongée à Miyajidake l'année suivante. En 1951, la ligne atteint Tsuyazaki.
En 1986, la section entre Shin-Hakata et Kaizuka est fermée et remplacée par la ligne Hakozaki du métro de Fukuoka. En 2007, la section Nishitetsu Shingū - Tsuyazaki ferme.

## Caractéristiques

### Ligne
- Longueur : 11,0 km
- Écartement : 1 067 mm
- Alimentation : 1 500 V cc par caténaire
- Nombre de voies : voie unique

### Gares
La ligne comporte 10 gares.
| Numéro | Gare               | Nom japonais | Distance (km) | Correspondances             | Localisation        |
| ------ | ------------------ | ------------ | ------------- | --------------------------- | ------------------- |
| NK01   | Kaizuka            | 貝塚         | 0             | Métro de Fukuoka : Hakozaki | Higashi-ku, Fukuoka |
| NK02   | Najima             | 名島         | 1,4           |                             | Higashi-ku, Fukuoka |
| NK03   | Nishitetsu Chihaya | 西鉄千早     | 2,5           | JR Kyushu : Kagoshima       | Higashi-ku, Fukuoka |
| NK04   | Kashii-Miyamae     | 香椎宮前     | 3,0           |                             | Higashi-ku, Fukuoka |
| NK05   | Nishitetsu Kashii  | 西鉄香椎     | 3,6           |                             | Higashi-ku, Fukuoka |
| NK06   | Kashii Kaen-mae    | 香椎花園前   | 5,0           |                             | Higashi-ku, Fukuoka |
| NK07   | Tōnoharu           | 唐の原       | 6,1           |                             | Higashi-ku, Fukuoka |
| NK08   | Wajiro             | 和白         | 7,2           | JR Kyushu : Kashii          | Higashi-ku, Fukuoka |
| NK09   | Mitoma             | 三苫         | 9,0           |                             | Higashi-ku, Fukuoka |
| NK10   | Nishitetsu Shingū  | 西鉄新宮     | 11,0          |                             | Shingū              |